# The GEE GEES
The GEE GEES（G2）は、音楽家中本直樹とオラン柳本による音楽ユニットである。

## 概要
オヤジの星と呼ばれライブ等で活動中。主にGSやフォークを中心に演奏するが、会場の雰囲気によって曲目を変更するなど変幻自在である。歌の上手さと、ハーモニーの美しさは勿論の事、芸能界ネタは奥が深く面白い。時として歌よりもトークの割合が多いというステージもある。ライブで歌うオリジナル曲『俺の生き方』が好評で、CD発売を望む声が多く聞かれる。
G2としてのライブは川越・横浜・川崎を本拠地として活動している。ライブは横浜Do Cafe、川越Cmoonの出演が多い。川崎に、元「ザ・キング・トーンズ」のベースボーカル「チャーリー」の店「ミュージックハウスyou」の出演も増えている。

## メンバー
中本直樹
オラン本柳（本柳和広）
生まれ：1956年6月14日、サイズ：身長178cm・体重80kg、血液型：O型、趣味：映画鑑賞・リサイクルショップめぐり・スポーツ観戦
高校時代、第8回ポピュラーソングコンテスト関東甲信越に出場、中野サンプラザのステージに立つ。第3回新宿フォークコンテストで優勝…参加曲の『会話』は、作詞・作曲ともに作品として高く評価される。1980年、バンド「ウール」を結成。フォーライフ・レコード・コロムビアレコード合同オーディションでグランプリを獲得するが、デビューには至らなかった。1987年、GS「パープル・シャドウズ」にメンバーとして参加、多くのイベントやコンサートで活躍。1990年10月7日、シングル『抱きしめてヨコハマ』（東芝EMI）「ORANとゆかり」で歌手デビュー。1991年3月25日、“オグリキャップ・フォーエバー”において、『オグリンマジック』『そばにいられないから』作曲と歌唱で参加し、アーティストとしての幅を広げる。その後、「山本コウタロー&ほぼウィークエンド」に参加し、テレビ出演や全国コンサートに出演。現在は、都内ライブハウス・ダンスホールなどで演奏する傍ら、アオミュージックスクールの講師としても活躍中。